# Gabriel Zaporta
Gabriel Zaporta (? - 4 februari 1580) was een Spaanse handelaar en financier die afkomstig was van een familie van bekeerde joden. Hij werd mogelijk geboren in de gemeente Monzón in de Spaanse provincie Huesca. Hij oefende zijn werkzaamheden uit in het Zaragoza van de 16e eeuw waar hij uitgroeide tot een van de rijkste en machtigste mannen.
Geweten is dat hij al in 1537 bedrijvig was in Zaragoza. Hij zette handelsmissies op voor de Spaanse koning, financierde economische projecten en verleende kredieten. Hij was gemeenteraadslid van de stad en hij oefende eveneens de functie uit van procuratiehouder en regent van de algemene thesaurie van het Koninkrijk Aragon. 
Hij financierde voor de som van vier miljoen Spaanse reales de koninklijke expedities naar het noorden van Afrika. In 1542 werd hem door Keizer Karel V de titel toegekend van 'Señor de Valmaña', omwille van zijn uitmuntend werk en grote macht. 
Hij bekostigde de bouw van de kapel van San Miguel in la Seo in Zaragoza. De kapel die werd gebouwd tussen 1569 en 1578, werd het pantheon van de familie Zaporta. 

## Patio de la Infanta
Binnenin het gebouw van de centrale zetel van de spaarbank Ibercaja bevindt zich de Patio de la Infanta. Deze binnenplaats maakte deel uit van het stadspaleis dat Zaporta betrok in Zaragoza. Het paleis werd in 1903 gesloopt, nadat het was geteisterd door verscheidene branden. Alleen de patio en het portaal werden bewaard. Beide onderdelen werden aangekocht door een Parijse antiekhandelaar met de bedoeling er zijn zaak in onder te brengen. In 1957 slaagde Ibercaja erin het monument terug te kopen. In 1980 werd de patio heropgericht binnenin de centrale zetel van de spaarbank.
De renaissancepatio dateert uit 1550 en is overvloedig bewerkt. Ze bestaat uit twee verdiepingen. Op de bovenste bevindt zich een galerij die steunt op rijkelijk bewerkte kolommen waarop figuren in reliëf prijken die aan kariatiden doen denken. Het monument wordt beschouwd als een van de belangwekkendste renaissancegebouwen van Zaragoza. 
De naam van de patio is afkomstig van Infanta María Teresa de Vallabriga, de vroeg weduwe geworden schoonzus van Karel III van Spanje. Ze trok zich na het overlijden van haar man in het stadspaleis van Zaporta terug.